# Червено
Червено (итал. Cerveno) — коммуна в Италии, располагается в провинции Брешиа области Ломбардия.
Население составляет 667 человек (2008 г.), плотность населения составляет 31 чел./км². Занимает площадь 21 км². Почтовый индекс — 25040. Телефонный код — 0364.
Покровителем коммуны почитается святитель Мартин Турский, празднование 11 ноября.

## Демография
Динамика населения:

## Администрация коммуны
- Официальный сайт: http://www.comune.cerveno.bs.it/